# Prospherysa plagioides
Prospherysa plagioides là một loài ruồi trong họ Tachinidae.